# Nykøbing Fængsel
Nykøbing Fængsel er et topsikret lukket statsfængsel med i alt 30/60 pladser i Nykøbing Sjælland. Fængslet hører under Kriminalforsorgens institution i Jyderup og modtog oprindeligt domfældte sexforbrydere til afsoning på tre afdelinger af 10 pladser, hvor de indsatte fik egen celle med eget badeværelse. Det er dog besluttet, at fængslet efter behov kan omstruktureres til arresthus, hvorefter der kan anbringes op til to arrestanter i hver celle. Fængslet betegnes af Kriminalforsorgen som topsikret , og i de 34 år, hvor det fungerede som sikringsanstalt, er ingen flygtet.

## Historie
Selve bygningen er opført i 1981 som Enggården i Annebergparken og fungerede indtil 2015 som "Sikringen" (afd. P1, P2 og P3) som et specialafsnit under psykiatrien for Danmarks aller farligste sindssyge. Selvom ingen nogensinde formåede at flygte fra sikringen, valgte Kriminalforsorgen alligevel at opgradere sikkerheden med et ekstra hegn om ringmuren samt trådnet i gårdene (dronesikring) i forbindelse med omdannelsen til fængsel.

### Tidligere indsatte påEnggården("Sikringen") i Nykøbing Sjælland
| Navn                 | Status                                                                                          | Detaljer |
| -------------------- | ----------------------------------------------------------------------------------------------- | --- |
| Jørn Jønke Nielsen   | Blev udskrevet efter endt undersøgelse.                                                         | Medlem af Hells Angels og tidligere dømt for mord. Anbragt på Enggården (P3) sommeren 2008 til mentalundersøgelse, da han nægtede at medvirke. |
| Verner Erling Larsen | Anbragt på Enggården fra 1989 frem til sin død i 2013.                                          | Dømt til anbringelse på ubestemt tid for i alt to mord. Slog ihjel fordi han ville tilbage til sikringen.                                      |
| Naum Conevski        | Blev overført fra Anstalten ved Herstedvester til Enggården i 1988, hvor han sad frem til 1998. | Var anbragt på Enggården på farlighedsdekret. Oprindeligt idømt fængsel på livstid for dobbeltdrab på Femøren på Amager begået i 1984.         |